# Вуче лопове
Вуче лопове је песма коју су у дуету снимили Гога Секулић и Јасмин Јусић. Текст је написао Дејан Милићевић, док је продуцент био Владимир Марковић. Песма је пуштена у јавност 20. децембра 2011, само пет месеци након Гогиног албума Ја сам пробала све. Такође се и појавила у оквиру Јасминовог албума из 2012.
Годину дана након снимања, песма је оптужена за плагијат. Двоје румунских извођача, Николаје Гута и Сорина са песмом Нунта.